# LibreCAD
LibreCAD is opensourcesoftware voor computer-aided design (CAD) die werd uitgebracht op 28 december 2011.

## Beschrijving
LibreCAD werd ontwikkeld als een fork van QCAD. Het merendeel van de grafische interface en concepten zijn identiek aan die van AutoCAD. LibreCAD gebruikt standaard DXF-formaat voor opslag. Exporteren kan naar SVG, PDF, bitmap zoals: cur, jpeg, pbm, pgm, png, ppm, bmp, ico, xbm en xpm. Importeren (dus niet schrijven) kan vanuit AutoCAD DWG formaat.
De software ondersteunt verschillende meeteenheden, zoals het metrisch systeem en Brits-Amerikaans maatsysteem, evenals verschillende astronomische eenheden (lichtjaar en parsec).